# Roni Griffith
Pour les articles homonymes, voir Griffith.
 (février 2021).
Si vous disposez d'ouvrages ou d'articles de référence ou si vous connaissez des sites web de qualité traitant du thème abordé ici, merci de compléter l'article en donnant les références utiles à sa vérifiabilité et en les liant à la section « Notes et références ».
Roni Griffith est une ancienne musicienne chanteuse de disco et mannequin américain des années 1980, originaire de Bloomington, dans l'Indiana.

## Biographie
Roni Griffith faisait partie du groupe original des années 1980 Kid Creole and the Coconuts. Ceux-ci ont fait la première partie des B-52's, Huey Lewis and the News et sont apparus sur Saturday Night Live en 1981.
Trouvant le succès en tant que musicienne cette même année, Roni Griffith a décidé de commencer une carrière solo, en signant un contrat d'enregistrement avec Vanguard Records et le producteur Bobby Orlando.
À la fin de l'année 1982, dans son premier album éponyme, elle a un disque de platine et d'or pour ses succès (The Best Part of) Breakin'Up et Desire.
Elle a résidé à New York de l'âge de 19 ans à 23 ans, et rencontré le succès en peu de temps.
En 1983, Roni Griffith poursuit une carrière d'artiste chrétienne contemporaine. Elle est apparue sur Le Club 700 et, à plusieurs reprises, dans son journal local The Herald Times.
En 2004, elle sort son deuxième album intitulé Only You.
Ellerenonce à sa renommée pour être artiste chrétienne contemporaine, Roni Griffith est devenue en 1994 photographe professionnelle, ouvrant sa société de production : Integrity Productions. Elle est une photographe renommée dans l'Indiana depuis plus de 10 ans.

## Discographie
Albums
- Roni Griffith (1982)
- Only You (2004)

Singles
- Mondo Man (1980) (US Dance #36)
- Desire (1981) (Canada #34 / Germany #17 / Switzerland #2 / US Dance #30)
- Voodoo Man (1982)
- (The Best Part of) Breakin' Up (1982) (UK #63 / US Dance #2)
- Love Is the Drug[1] (1982)
- Breaking My Heart (1983) (Belgium #38)
- Dancing Machine (1984)